# Tytuł zawodowy
Tytuł zawodowy – system certyfikatów i tytułów, które otrzymują osoby, które dowiodły, że posiadają określony zasób wiedzy i umiejętności potrzebnych do wykonywania danego zawodu.
Tytułów zawodowych nie należy mylić z tytułem naukowym i stopniami naukowymi.
Tytułów zawodowych istnieje cała mnogość, a ich hierarchia wygląda różnie w różnych grupach zawodowych. W Polsce w niektórych grupach zawodowych (technicy, lekarze, rzemieślnicy) istnieją ustawowo określone ich nazwy i hierarchie, podczas gdy w innych nie ma takich systemów. Do najczęściej spotykanych tytułów zawodowych należą:
- Tytuły zawodowe uzyskiwane w szkołach i placówkach oświaty:
  - robotnik wykwalifikowany
  - technik
- Tytuły zawodowe uzyskiwane w szkołach wyższych[1][2]:
  - tytuły uzyskiwane po studiach pierwszego stopnia:
    - tytuły licencjata
      - licencjat
      - licencjat pielęgniarstwa
      - licencjat położnictwa

    - tytuły inżyniera:
      - inżynier
      - inżynier architekt
      - inżynier pożarnictwa

  - tytuły uzyskiwane po studiach drugiego stopnia lub po jednolitych studiach magisterskich:
    - tytuły magistra:
      - magister
      - magister farmacji
      - magister pielęgniarstwa
      - magister położnictwa
      - magister sztuki

    - tytuły magistra inżyniera:
      - magister inżynier
      - magister inżynier architekt
      - magister inżynier pożarnictwa

    - tytuły lekarza:
      - lekarz
      - lekarz dentysta
      - lekarz weterynarii

- Tytuły zawodowe w rzemiośle:
  - uczeń
  - czeladnik
  - mistrz
- Tytuły zawodowe w kulturze fizycznej:
  - trener
  - instruktor
  - menedżer sportu
- Tytuły zawodowe związane z gospodarką nieruchomościami
  - zarządca nieruchomości
  - pośrednik w obrocie nieruchomościami
  - rzeczoznawca majątkowy
- Tytuły zawodowe w zawodach prawniczych:
  - adwokat
  - radca prawny
  - rzecznik patentowy
  - prokurator
  - notariusz
  - doradca podatkowy
- Tytuły zawodowe żołnierzy[3]:
  - oficer dyplomowany Sił Zbrojnych Rzeczypospolitej Polskiej
  - pilot
  - nawigator
- Tytuły zawodowe po studium medycznym[4][5]:
  - asystentka stomatologiczna
  - higienistka stomatologiczna
  - opiekun medyczny
  - masażysta
  - ortoptysta
  - technik dentystyczny
  - elektroradiolog
  - optometrysta
  - protetyk słuchu
  - technik farmaceutyczny
  - technik masażysta
  - technik ortopeda
  - technik sterylizacji medycznej
  - terapeuta zajęciowy
- Inne tytuły zawodowe:
  - detektyw
  - doradca inwestycyjny
  - biegły rewident